# Принцип доміно

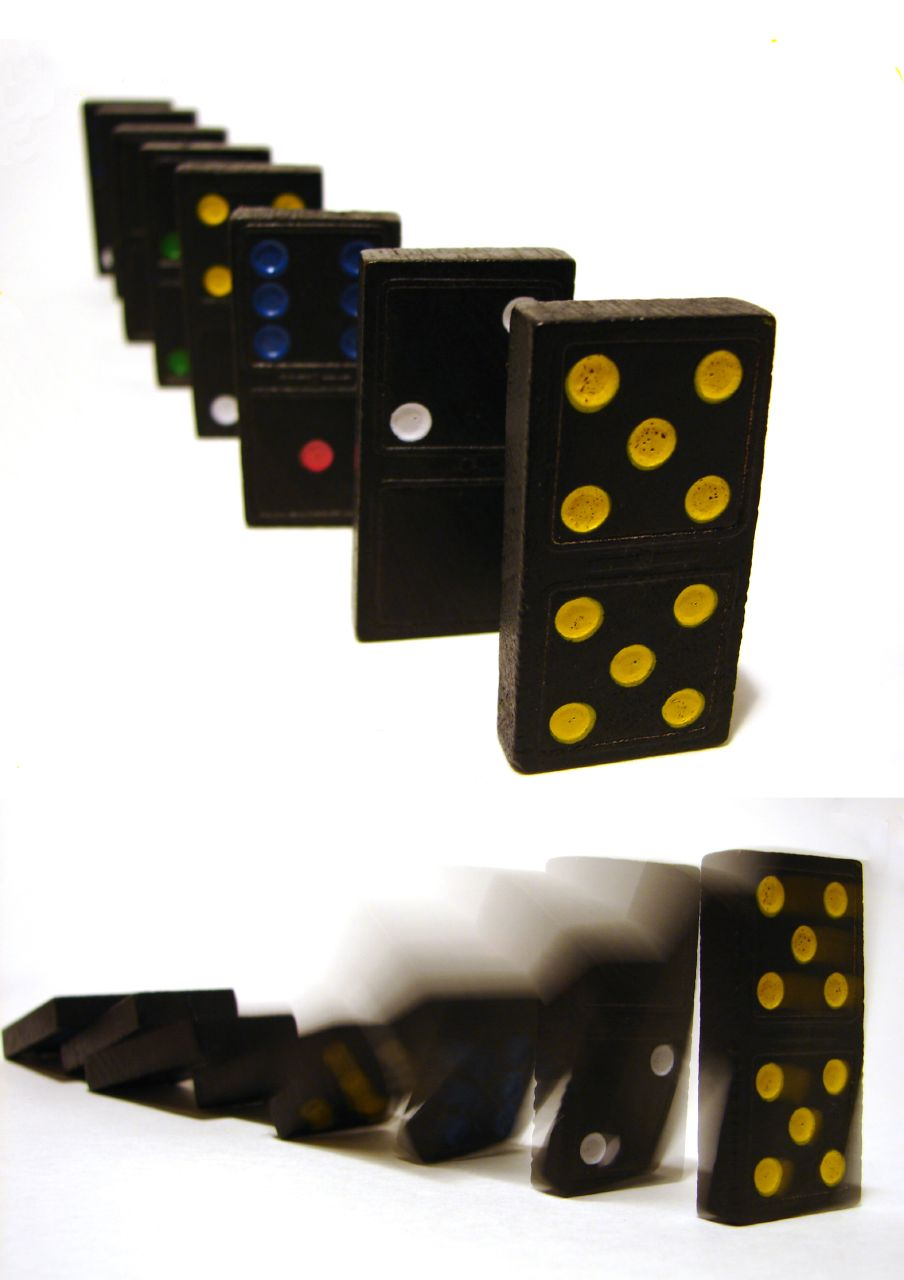
Принцип доміно: падіння першого доміно, викликає падіння всіх інших

При́нцип доміно́ — ланцюгове розповсюдження (ланцюгова реакція) певного явища під дією якого-небудь фактору, який впливає на перший елемент ланцюга.

## Опис
Принцип доміно означає, що невелика зміна першого елемента ланцюга викликає аналогічні зміни сусідніх елементів, які потім викликають подібні зміни наступних, і так далі. Цей термін найчастіше використовується для опису механічного впливу, але іноді застосовується як аналогія з падінням кісточок доміно. Як правило, так говорять про пов'язану послідовність подій, коли час між ними є відносно невеликим. Термін може використовуватися в буквальному сенсі (спостережуваний ряд фактичних зіткнень) або як метафора для складніших систем (фінансових, політичних), коли зв'язок між подіями досить умовний.

## Демонстрація
Класична демонстрація ефекту доміно передбачає створення ланцюжка з доміно, поставлених вертикально. Якщо кісточки доміно стоять одна за одною, то варто злегка підштовхнути першу з них, як почнеться падіння решти кісточок ланцюжка. Перша ланка ланцюжка впливає на наступні, і так далі. Цікаво, що падати будуть навіть довгі ланцюжки доміно. Це пояснюється тим, що енергія, необхідна для кожного падіння, менша від енергії, яка передається при кожному зіткненні. Тому ланцюжок є самодостатнім, щоб зберігати ланцюгову реакцію.